# Weißkirchen an der Traun
Weißkirchen an der Traun osztrák község Felső-Ausztria Welsvidéki járásában. 2021 januárjában 3443 lakosa volt. 

## Elhelyezkedése

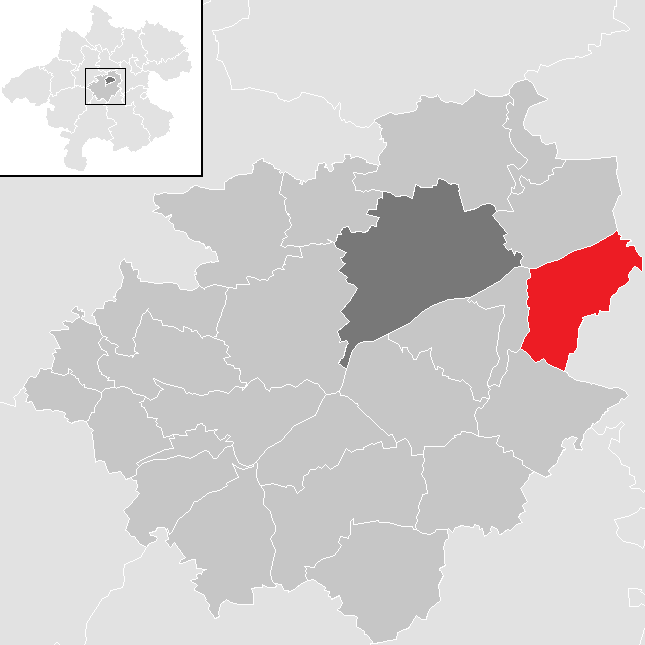
Weißkirchen an der Traun a Welsvidéki járásban

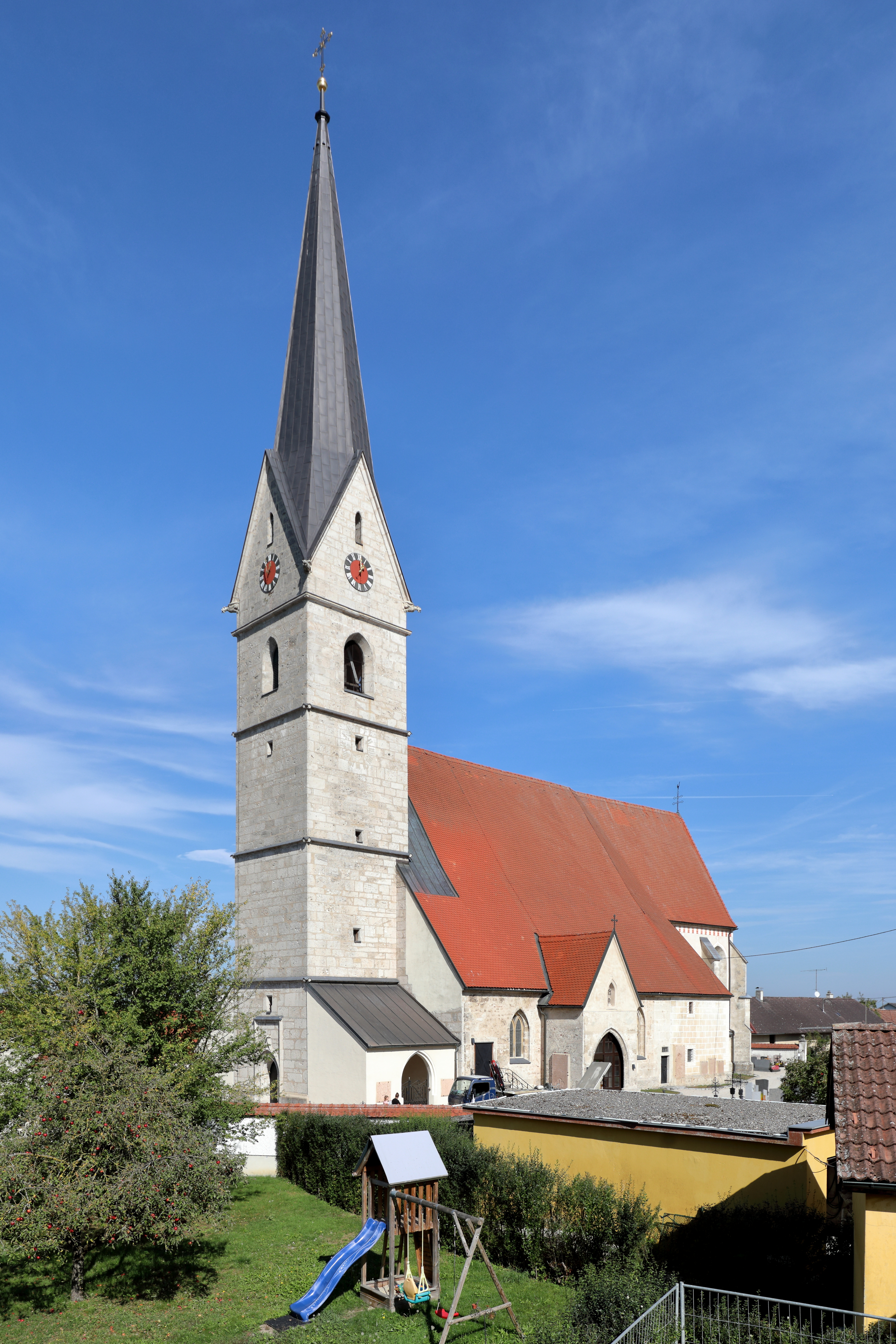
A Mária mennybevétele-plébániatemplom

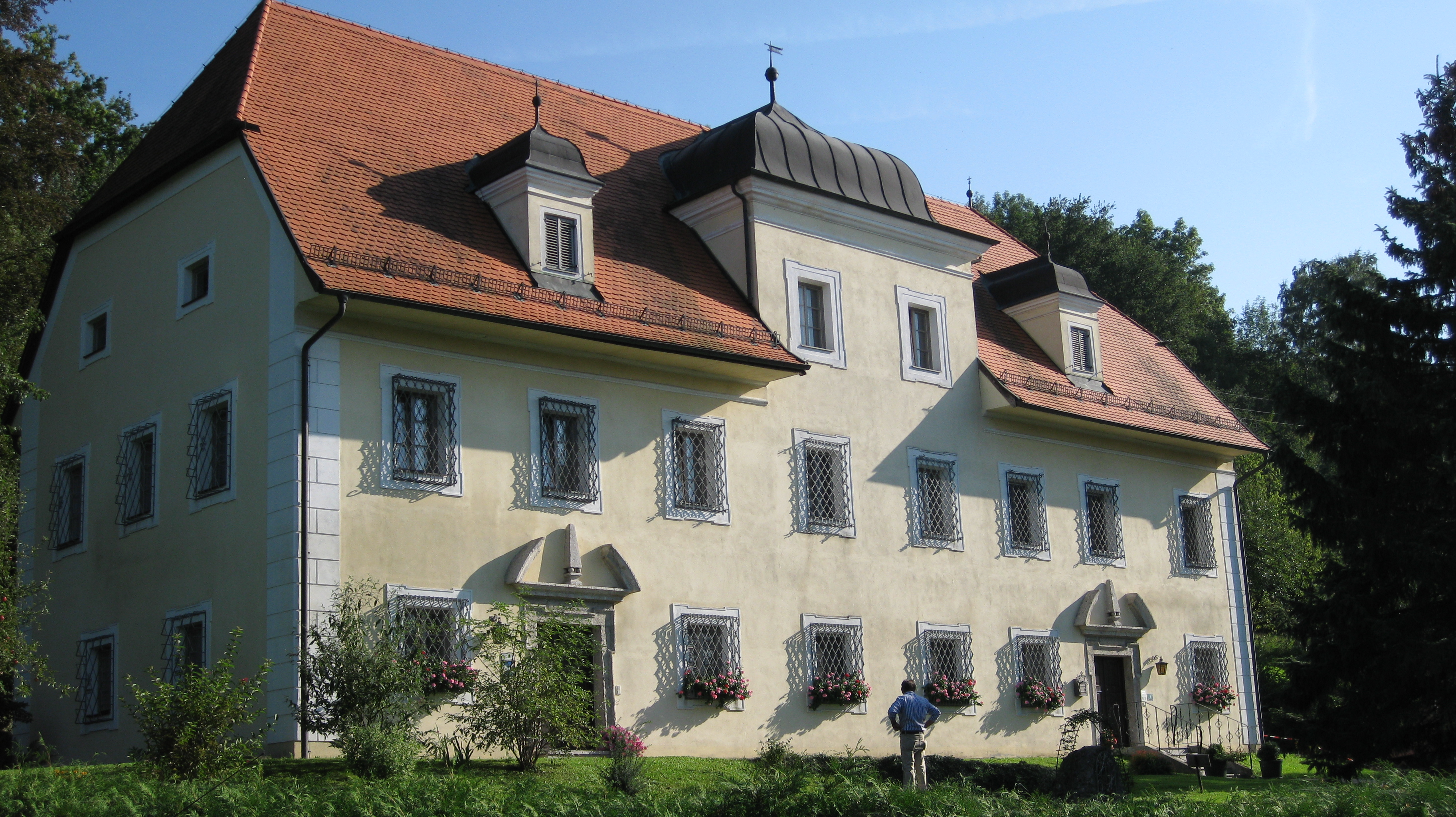
A 16. századi plébánia

Weißkirchen an der Traun a tartomány Hausruckviertel régiójában fekszik a Traun folyó jobb partján. Területének 18,6%-a erdő, 68% áll mezőgazdasági művelés alatt. Az önkormányzat 7 települést és településrészt egyesít: Bergern (1209 lakos 2020-ban), Graßing (123), Hetzendorf (166), Schimpelsberg (276), Sinnersdorf (193), Weißkirchen (1081) és Weyerbach (366). 
A környező önkormányzatok: délnyugatra Sipbachzell, nyugatra Schleißheim, északra Marchtrenk, északkeletre Hörsching, keletre Pucking, délnyugatra Allhaming, délre Eggendorf im Traunkreis.

## Története
Egy, a régészek által feltárt kőbalta tanúsága szerint Weißkirchen területe a kőkorszakban is lakott volt. Feltehetőleg a római korban is állt itt egy kisebb település, de a népvándorlás során a térség elnéptelenedett. A község területét a III. Tasziló bajor herceg által 777-ben alapított kremsmünsteri apátság kezdte el ismét betelepíteni. 
Weißkirchent 1179-ben említik először, a kolostor birtokaként; a falu neve ("fehér templom") alapján ekkor már kőtemplommal rendelkezett.  
1809-ben, a napóleoni háborúk során Radetzky marsall megszállt a plébánián; másnap már a franciák vonultak keresztül a falun és Napóleont a plébánián megkínálták egy pohár vízzel; a pohár ma is megtekinthető.
1857-ben egy tűzvész kilenc házat elpusztított. Az addig Pucking önkormányzatához tartozó Weißkirchen 1883-ban lett önálló község, 1901-ben pedig saját csendőrőrsöt kapott (1962-ben bezárták).  
Miután a Német Birodalom 1938-ban annektálta Ausztriát, a községet az Oberdonau reischgauba sorolták be. A második világháború utolsó napjaiban a koncentrációs táborok halálmeneteinek mintegy száz foglya halt meg Weißkirchenben. 1945 után a község ismét Felső-Ausztria része lett. A háborúban felrobbantott Traun-hidat 1952-ben állították helyre. 

## Lakosság
A Weißkirchen an der Traun-i önkormányzat területén 2020 januárjában 3414 fő élt. A lakosságszám 1961 óta dinamikusan gyarapszik, közel háromszorosára duzzadt. 2018-ban az ittlakók 92,3%-a volt osztrák állampolgár; a külföldiek közül 2,1% a régi (2004 előtti), 3,3% az új EU-tagállamokból érkezett. 1,3% a volt Jugoszlávia (Szlovénia és Horvátország nélkül) vagy Törökország, 1% egyéb országok polgára volt. 2001-ben a lakosok 79,9%-a római katolikusnak, 6% evangélikusnak, 1,2% ortodoxnak, 1,5% mohamedánnak, 9,1% pedig felekezeten kívülinek vallotta magát. Ugyanekkor 2 magyar élt a községben; a legnagyobb nemzetiségi csoportot a németeken (94,5%) kívül a horvátok alkották 1,9%-kal. 
A népesség változása:

| 2016 | 3 346 |
| 2018 | 3 430 |

## Látnivalók
- a Mária mennybevétele-plébániatemplom
- a Klobinger-kápolna
- a 16. században épült katolikus plébánia

## Fordítás
- Ez a szócikk részben vagy egészben  a   Weißkirchen an der Traun című német Wikipédia-szócikk ezen változatának fordításán alapul.  Az eredeti cikk szerkesztőit annak laptörténete sorolja fel. Ez a jelzés csupán a megfogalmazás eredetét és a szerzői jogokat jelzi, nem szolgál a cikkben szereplő információk forrásmegjelöléseként.